# Zeche Oberhäuersbänksgen
Die Zeche Oberhäuersbänksgen ist ein ehemaliges Steinkohlenbergwerk in Mülheim an der Ruhr. Das Bergwerk war auch unter den Namen Zeche Oberhäuersbänkchen und Zeche Oberhauersbänksgen bekannt. 

## Bergwerksgeschichte
Die Abbaugenehmigung für das Grubenfeld war bereits vor dem Jahr 1800 erteilt worden, auch war das Bergwerk zu dieser Zeit bereits in Betrieb. Im Jahr 1809 wurde das Bergwerk in den Unterlagen nur genannt, Betrieb ist nicht vermerkt. Im Jahr 1840 wurden die Gewerken des Bergwerks vom Bergamt Werden aufgefordert, ein Flöz abzubauen, da dieses durch den Abbau der Nachbarzeche zu Bruch zu gehen drohte. Im darauffolgenden Jahr wurde die Berechtsame neu verliehen. Am 12. Januar des Jahres 1842 wurde das Bergwerk erneut in Betrieb genommen. Das Grubenfeld wurde durch die Zeche Vereinigte Sellerbeck gelöst. Im Jahr 1843 wurde oberhalb der 54-Lachter-Sohle ein Durchschlag zur Zeche Vereinigte Sellerbeck erstellt. Ab dem Jahr 1844 wurden die auf der Zeche Oberhäuersbänksgen abgebauten Kohlen auf der Zeche Vereinigte Sellerbeck gefördert, die Kosten hierfür musste die Zeche Oberhäuersbänksgen in Form einer Fördersteuer an die Zeche Vereinigte Sellerbeck erstatten. Im Jahr 1846 wurden 159.715 Scheffel Steinkohle auf der Zeche Oberhäuersbänksgen abgebaut. Im Jahr 1849 wurde die Zeche Oberhäuersbänksgen stillgelegt.